# Cambio casa, cambio vita!
Cambio casa, cambio vita! è un programma televisivo italiano andato in onda dal 2011 al 2020 su La5, ideato e condotto da Andrea Castrignano. La trasmissione è dedicata all'interior design e in ogni puntata vengono mostrati i reali lavori di ristrutturazione grazie ai quali cambia l'aspetto degli appartamenti.
Dal 2021 il programma abbandona Mediaset divenendo disponibile solo sul sito ufficiale.

## Svolgimento
Il tutto inizia con un sopralluogo dell'abitazione dove il proprietario descrive il nuovo aspetto dopodiché i grafici realizzano una planimetria (con il prima e dopo) dove mostrano le varie stanze eliminate.
Le chiavi vengono consegnate al conduttore e iniziano i lavori di ristrutturazione, a fine lavori i proprietari e i residenti vengono bendati per poi far vedere a sorpresa il nuovo aspetto della loro abitazione.

## Edizioni

### Prima edizione (2011)

Logo usato in TV dal 2011 al 2013

La prima edizione del programma è andata in onda dal 5 ottobre 2011 al 23 novembre dello stesso anno per un totale di 8 puntate.
| N° | Messa in onda    |
| -- | ---------------- |
| 1  | 5 ottobre 2011   |
| 2  | 12 ottobre 2011  |
| 3  | 19 ottobre 2011  |
| 4  | 26 ottobre 2011  |
| 5  | 2 novembre 2011  |
| 6  | 9 novembre 2011  |
| 7  | 16 novembre 2011 |
| 8  | 23 novembre 2011 |

### Seconda edizione (2012)
La seconda edizione del programma è andata in onda dal 29 aprile 2012 al 5 giugno dello stesso anno per un totale di 6 puntate.
| N°       | Messa in onda  |
| -------- | -------------- |
| Speciale | 29 aprile 2012 |
| Speciale | 6 maggio 2012  |
| 1        | 15 maggio 2012 |
| 2        | 22 maggio 2012 |
| 3        | 29 maggio 2012 |
| 4        | 5 giugno 2012  |

### Terza edizione (2013)
La terza edizione del programma è andata in onda dal 14 maggio 2013 al 2 luglio dello stesso anno per un totale di 8 puntate.
| N° | Titolo                 | Messa in onda  |
| -- | ---------------------- | -------------- |
| 1  | Un pavimento musicale  | 14 maggio 2013 |
| 2  | La famiglia cresce     | 21 maggio 2013 |
| 3  | Food & Design          | 28 maggio 2013 |
| 4  | Vacanze romane         | 4 giugno 2013  |
| 5  | Vado a vivere da solo! | 11 giugno 2013 |
| 6  | Country metropolitano  | 18 giugno 2013 |
| 7  | Vicky e Matteo         | 25 giugno 2013 |
| 8  | La casa del futuro     | 2 luglio 2013  |

### Quarta edizione (2014)
La quarta edizione del programma è andata in onda dal 14 maggio 2014 al 2 luglio dello stesso anno per un totale di 8 puntate.
Da questa edizione, la produzione passa a The Munchies e introduce un nuovo logo del programma.
| N° | Titolo                      | Messa in onda  |
| -- | --------------------------- | -------------- |
| 1  | We love New York            | 14 maggio 2014 |
| 2  | Uniti ma non troppo         | 21 maggio 2014 |
| 3  | Vado a vivere da sola       | 28 maggio 2014 |
| 4  | Una casa al femminile       | 4 giugno 2014  |
| 5  | La mia Milano               | 11 giugno 2014 |
| 6  | Un soggiorno a cielo aperto | 18 giugno 2014 |
| 7  | Il mare dentro casa         | 25 giugno 2014 |
| 8  | Profumo di cedro            | 2 luglio 2014  |

### Quinta edizione (2015)
La quinta edizione del programma è andata in onda dal 6 maggio 2015 al 24 giugno dello stesso anno per un totale di 8 puntate.
| N° | Titolo                   | Messa in onda  |
| -- | ------------------------ | -------------- |
| 1  | Grazie papà              | 6 maggio 2015  |
| 2  | Apriti cielo             | 13 maggio 2015 |
| 3  | Uno scapolo da invidiare | 20 maggio 2015 |
| 4  | Una casa sartoriale      | 27 maggio 2015 |
| 5  | Le suocere               | 3 giugno 2015  |
| 6  | Un ufficio domestico     | 10 giugno 2015 |
| 7  | Ricomincio da casa mia   | 17 giugno 2015 |
| 8  | Classico ma non troppo   | 24 giugno 2015 |

### Sesta edizione (2016)
La sesta edizione del programma è andata in onda dall'11 maggio 2016 al 29 giugno dello stesso anno per un totale di 8 puntate.
| N° | Titolo                  | Messa in onda  |
| -- | ----------------------- | -------------- |
| 1  | Minimal Underground     | 11 maggio 2016 |
| 2  | American graffiti       | 18 maggio 2016 |
| 3  | Una coppia inossidabile | 25 maggio 2016 |
| 4  | Affari di famiglia      | 1 giugno 2016  |
| 5  | Decorare con stile      | 8 giugno 2016  |
| 6  | Happy Family            | 15 giugno 2016 |
| 7  | Una scala per le stelle | 22 giugno 2016 |
| 8  | Una finestra sul lago   | 29 giugno 2016 |

### Settima edizione (2017)
La settima edizione del programma è andata in onda dal 20 maggio 2017 all'8 luglio dello stesso anno per un totale di 8 puntate.
| N° | Titolo                   | Messa in onda  |
| -- | ------------------------ | -------------- |
| 1  | Una terrazza su Milano   | 20 maggio 2017 |
| 2  | Sfumature di blu         | 27 maggio 2017 |
| 3  | Tutta casa in una stanza | 3 giugno 2017  |
| 4  | Musica & colore          | 10 giugno 2017 |
| 5  | Tagli di luce            | 17 giugno 2017 |
| 6  | Un arredo fluttuante     | 24 giugno 2017 |
| 7  | Country chic             | 1 luglio 2017  |
| 8  | I collezionisti          | 8 luglio 2017  |

### Ottava edizione (2018)
L'ottava edizione del programma è andata in onda dal 18 maggio 2018 al 6 luglio dello stesso anno per un totale di 8 puntate.
| N° | Titolo                 | Messa in onda  |
| -- | ---------------------- | -------------- |
| 1  | Una cucina per Angela  | 18 maggio 2018 |
| 2  | Cicogna in arrivo      | 25 maggio 2018 |
| 3  | Un gioiello sul lago   | 1 giugno 2018  |
| 4  | Rouge à lèvres         | 8 giugno 2018  |
| 5  | Una sorpresa per mamma | 14 giugno 2018 |
| 6  | Una villa su misura    | 22 giugno 2018 |
| 7  | Vado a vivere a Milano | 29 giugno 2018 |
| 8  | Scala di cuori         | 6 luglio 2018  |

### Nona edizione (2019)
La nona edizione del programma è andata in onda dal 16 maggio 2019 al 11 luglio dello stesso anno per un totale di 9 puntate.
Da questa edizione, The Munchies abbandona la produzione e a produrla rimane solo Fedra.
| N° | Titolo                               | Messa in onda  |
| -- | ------------------------------------ | -------------- |
| 1  | Una casa per quando sarai più grande | 16 maggio 2019 |
| 2  | Casa & bottega                       | 23 maggio 2019 |
| 3  | I colori del lago                    | 30 maggio 2019 |
| 4  | Il nostro nuovo nido d'amore         | 6 giugno 2019  |
| 5  | Due appartamenti in uno - Parte 1    | 13 giugno 2019 |
| 6  | Due appartamenti in uno - Parte 2    | 20 giugno 2019 |
| 7  | Guarda, che mare!                    | 27 giugno 2019 |
| 8  | Techno Green                         | 4 luglio 2019  |
| 9  | A suite in a box                     | 11 luglio 2019 |

### Decima edizione (2020)
La decima edizione del programma è andata in onda dall'11 giugno 2020 al 28 luglio dello stesso anno per un totale di 8 puntate.
| N°       | Titolo                               | Messa in onda  |
| -------- | ------------------------------------ | -------------- |
| 1        | Una suite per mamma e papà           | 11 giugno 2020 |
| 2        | Un affresco contemporaneo            | 18 giugno 2020 |
| 3        | Milano Underground                   | 25 giugno 2020 |
| 4        | Una casa formato famiglia            | 30 giugno 2020 |
| 5        | Romantic Chic                        | 7 luglio 2020  |
| 6        | Una spiaggia dentro casa             | 14 luglio 2020 |
| 7        | Una suite a cielo aperto             | 21 luglio 2020 |
| Speciale | Best of - 10 anni di prima e dopo... | 28 luglio 2020 |

### Undicesima edizione (2021)

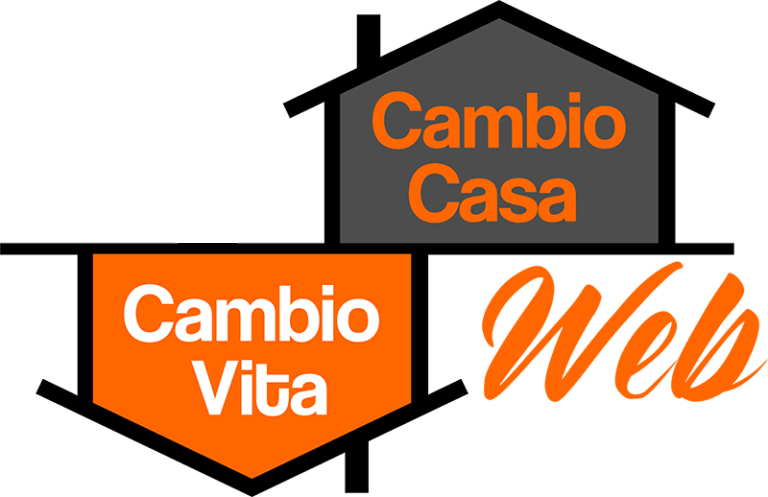
Logo usato sul web dal 2021

Dopo dieci edizioni sul piccolo schermo, la trasmissione di successo sbarca sul web con un nuovo format ancora più coinvolgente e ricco di contenuti.
La undicesima edizione del programma è andata in onda dall'8 giugno 2021 al 30 novembre dello stesso anno per un totale di 5 puntate.
| N° | Titolo                                                    | Messa in onda     |
| -- | --------------------------------------------------------- | ----------------- |
| 1  | La nostra casa sartoriale - #CasaCastrignano              | 8 giugno 2021     |
| 2  | Una casa blu balena nel cuore di Torino - #ProgettoBalena | 20 luglio 2021    |
| 3  | Una casa per due generazioni - #ProgettoArdesia           | 21 settembre 2021 |
| 4  | Un relooking da super eroe - #ProgettoBarbeàpapa          | 19 ottobre 2021   |
| 5  | La nuova casa di Irene - #ProgettoArmy                    | 30 novembre 2021  |

### Dodicesima edizione (2022)
La dodicesima edizione del programma è andata in onda dal 21 giugno 2022 al 22 dicembre dello stesso anno per un totale di 5 puntate.
| N°       | Titolo                                                         | Messa in onda     |
| -------- | -------------------------------------------------------------- | ----------------- |
| Speciale | Aspettando Cambio casa, cambio vita! WEB - #IlBistrotDelColore | 17 maggio 2022    |
| 1        | Un giardino in una stanza - #ProgettoColoreParis               | 21 giugno 2022    |
| 2        | Un tuffo nel passato - #ProgettoAubergine                      | 19 luglio 2022    |
| 3        | Prima casa per una seconda vita - #ProgettoFog                 | 20 settembre 2022 |
| 4        | Una casa di madre in figlio - #ProgettoLaguna                  | 22 dicembre 2022  |

### Tredicesima edizione (2023)
La tredicesima edizione del programma è in onda dal 21 marzo 2023.
| N° | Titolo                                        | Messa in onda    |
| -- | --------------------------------------------- | ---------------- |
| 1  | Contemporary Pop - #ProgettoPop               | 21 marzo 2023    |
| 2  | Atelier del design - #FuoriSalone2023         | 27 aprile 2023   |
| 3  | La casa sull'albero - #ProgettoArmy           | 30 maggio 2023   |
| 4  | Da Roma a Milano con colore - #ProgettoBalena | 11 luglio 2023   |
| 5  | Una famiglia blu balena - #ProgettoBalena     | 30 novembre 2023 |

## Sigla
La sigla iniziale del programma è la canzone Heaven di Emeli Sandé.